# Louis Beaudonnet
Pour les articles homonymes, voir Beaudonnet.
Louis Beaudonnet, né le 25 octobre 1923 à Verdun et mort le 16 avril 2014 à Paris, est un officier général français de la gendarmerie nationale. Il est l’officier de gendarmerie le plus décoré de France jusqu’à sa mort.

## Biographie
Élève du prytanée militaire de la Flèche, il intègre la gendarmerie nationale en 1943 en qualité d’élève à la 4e légion de la garde républicaine à Montluçon après un engagement comme volontaire à partir de 1941 et au sein du 15e groupe de transmission en 1942. Il participe aux combats de la Libération. En octobre 1947, il intègre l’école d’application de la gendarmerie à Melun et gagne par la suite l’Indochine en qualité de chef de détachement.
À partir de 1951, il devient commandant de section du détachement de gendarmerie de l’Afrique-Occidentale française au Togo. En 1953, il est nommé adjoint au commandant du 5e escadron de la 2e légion de marche de la Garde républicaine en Indochine jusqu’où il sert en 1956. À cette date, il est affecté en Algérie comme commandant du 6e escadron de la 10e légion de gendarmerie, où il servira jusqu’au milieu des années 1960.
Il revient pour une courte période en France à la tête du 1er groupe d’escadron de gendarmerie mobile à Bron avant d’être muté à l’état-major de gendarmerie des forces françaises en Allemagne, à Baden-Baden en 1970. En 1976, il est nommé commandant du 2e groupement de gendarmerie mobile à Maisons-Alfort, ville où il résidera jusqu’à sa mort en 2014.
Il assurera jusqu’à sa mort la présidence de la section de Maisons-Alfort de l’Association nationale des croix de guerre et de la valeur militaire dont il fut nommé membre d’honneur.
Il fait ses adieux aux armes en 1981, et meurt le 16 avril 2014 à l’hôpital militaire du Val-de-Grâce.

## Décorations

### Décorations françaises
- Grand officier de la Légion d'honneur
- Grand-croix de l'ordre national du Mérite
- Croix de guerre 1939–1945
- Croix de guerre des Théâtres d'opérations extérieurs
- Croix de la Valeur militaire
- Croix du combattant volontaire de la guerre de 1939–1945
- Croix du combattant
- Médaille coloniale
- Médaille de reconnaissance de la Nation.
- Insigne des blessés militaires

### Décorations étrangères
- Croix de la vaillance avec étoile de vermeil (Vietnam).

## Publications
- De Verdun à Saïgon. 1923-1954, Service historique de la Défense, 2007, 331 p.
- Capitaine en Algérie, 1956-1966 : Souvenirs, SNHPG, 2012, 485 p.